# Mallochohelea spinipes
Mallochohelea spinipes är en tvåvingeart som beskrevs av Wirth 1962. Mallochohelea spinipes ingår i släktet Mallochohelea och familjen svidknott. Inga underarter finns listade i Catalogue of Life.